# Le Grand Sommeil (film, 1946)
Pour les articles homonymes, voir Le Grand Sommeil.
Pour plus de détails, voir Fiche technique et Distribution.
Le Grand Sommeil (The Big Sleep) est un film américain de Howard Hawks sorti en 1946 et adapté du roman éponyme Le Grand Sommeil de Raymond Chandler.

## Synopsis
Le détective Philip Marlowe est chargé par le général Sternwood de protéger Carmen, fille cadette de ce dernier, qui semble victime d'un chantage. Enquêtant à son sujet, il tombe amoureux de Vivian Sternwood, sœur ainée de Carmen. Marlowe devra résoudre l'affaire au milieu de truands, de tueurs et de vamps.
L'intrigue complexe divise le film en deux parties. Dans la première Marlowe cherche et trouve le meurtrier de A. G. Geiger ; dans la seconde il découvre la raison pour laquelle Vivian se fait manipuler.

## Fiche technique
- Titre : Le Grand Sommeil
- Titre original : The Big Sleep
- Réalisation : Howard Hawks
- Scénario : William Faulkner, Leigh Brackett, Jules Furthman, d'après le roman Le Grand Sommeil (The Big Sleep) de Raymond Chandler
- Direction artistique : Carl Jules Weyl
- Décors de plateau : Fred M. MacLean
- Musique : Max Steiner
- Photographie : Sid Hickox
- Montage : Christian Nyby
- Costumes : Leah Rhodes
- Production : Jack Warner et Howard Hawks pour la Warner Bros. Pictures
- Société de distribution : Warner Bros. Pictures
- Pays de production :  États-Unis
- Format : noir et blanc
- Genre : film noir
- Langue : anglais
- Durée : 114 minutes
- Dates de sortie : 
  - États-Unis : 23 août 1946 (première), 31 août 1946 (sortie nationale)
  - France : 6 août 1947
- Affiche : Bill Gold (États-Unis)

## Distribution
- Humphrey Bogart (VF : Claude Péran) : Philip Marlowe
- Lauren Bacall (VF : Françoise Gaudray) : Vivian Sternwood Rutledge
- John Ridgely (VF : Raymond Loyer) : Eddie Mars
- Martha Vickers : Carmen Sternwood
- Dorothy Malone : la fille de la librairie
- Peggy Knudsen : Mona Mars
- Regis Toomey (VF : Robert Dalban) : Inspecteur Bernie Ohls
- Charles Waldron (VF : Georges Chamarat) : Général Sternwood
- Charles D. Brown : Vincent Norris, le majordome
- Bob Steele : Lash Canino
- Elisha Cook Jr. : Harry Jones
- Louis Jean Heydt (VF : Paul Lalloz) : Joe Brody

Et, parmi les acteurs non crédités :
- Trevor Bardette : Art Huck
- Joy Barlow : la chauffeuse de taxi
- Jack Chefe (VF : Henri Ebstein) : le croupier
- Joseph Crehan (VF : Paul Forget) : le médecin-légiste
- Sonia Darrin (VF : Marie Francey) : Agnes Lowzier
- Tom Fadden (VF : Henri Ebstein) : Sidney, l’acolyte de Pete
- Tommy Rafferty (VF : René Arrieu) : Carol Lundgren
- Emmett Vogan (VF : René Arrieu) : Ed, le sergent de police
- Theodore von Eltz : Arthur Gwynn Geiger

## Autour du film
- Le Grand Sommeil est l'adaptation du best-seller de Raymond Chandler. Humphrey Bogart y retrouve un rôle de détective privé.
- L'intrigue du film est particulièrement complexe, à tel point que le réalisateur du film, Howard Hawks, demanda à l'un des scénaristes, le célèbre écrivain William Faulkner, si l'un des personnages du film, appelé à mourir, était assassiné ou s'il se suicidait. Faulkner admit qu'il n'en était pas très sûr non plus, et décida de téléphoner à Chandler, pensant que l'auteur du roman original devait forcément connaître la réponse. À cette question, Chandler répondit qu'il n'en savait rien.
- La complexité de l'intrigue du film s'explique également par certaines coupes effectuées par rapport au roman. Ainsi le film supprime en raison du Code Hays toujours en vigueur aux États-Unis des éléments et personnages nécessaires à la bonne compréhension de l'histoire, comme l'existence d'un couple de gangsters homosexuels et d'une industrie clandestine de pornographie. Le réalisateur Howard Hawks avoua d'ailleurs : « Je n'ai jamais bien compris l'histoire du Grand Sommeil[2]. »
- Interrogé au sujet du titre Le Grand Sommeil, Howard Hawks déclara : « Je ne sais pas, probablement la mort. En tout cas, cela sonne bien[1]. »
- Dans l'épisode 10 de la saison 2 de la série All Rise intitulé Le séminaire, quand Georgia Jennings (Amy Acker) invite la juge Lisa Benner (Marg Helgenberger) à dîner chez elle, les deux femmes finissent la soirée en regardant Le grand sommeil.